# Canadian Art

Canadian Art est une revue trimestrielle publiée par Canadian Art Foundation et fait partie des revues traitant d’art visuel les plus lues au Canada. La publication se concentre principalement sur la production artistique canadienne, notamment la peinture, la sculpture, la photographie ainsi que les nouveaux médias. Elle a comme mission de rendre l’art visuel canadien plus visible et accessible. 

## Historique
L'histoire de la revue Canadian Art débuta en octobre 1940 sous le nom de Maritime Art. Maritime Art fut la toute première revue d'art de l'histoire du Canada. En 1943, la revue changea de nom pour Canadian Art et s'est appelée ainsi jusqu'en 1967. Elle fut ensuite connue sous le nom d'artscanada. Ce n'est qu'en 1983 que artscanada et Art magazine s'associèrent et donnèrent naissance à Canadian Art. La revue est toujours publiée à ce jour, à raison de 4 numéros par année. 

### Maritime Art(1940-1943)
Le Maritime Art fut créé en octobre 1940, par Walter Abell, à Wolfville en Nouvelle-Écosse. Professeur d'art à l'Université Acadia de Wolfville, Abell a contribué à mettre sur pied la Maritime Art Association qui publia le magazine grâce à l'obtention d'une subvention de la Carnegie Corporation of New York. Le magazine se nommait comme suit sur la page des matières des publications de la première année : Maritime Art: The Journal of the Maritime Art Association. Ensuite, dès la deuxième année de publication, cette appellation changea Maritime Art: A Canadian Art Magazine. Chaque numéro avait en moyenne une quarantaine de pages imprimées en noir. De 1940 à 1943, 15 publications du magazine ont vu le jour et étaient publiées d’octobre à juin.

### Canadian Art(première version: 1943-1967)
En 1943, le Maritime Art est devenu Canadian Art pour la première fois grâce à l'aide de la National Gallery of Canada, mais aussi à la suite de la prise de conscience que le lectorat s’était élargi bien au-delà de la région des Maritimes. Dès lors, le magazine se disait plus concentré sur l'art canadien et international. Ces deux éléments additionnés menèrent vers une plus grande circulation de la revue, donc une meilleure reconnaissance internationale du travail des artistes canadiens.
Durant la première année, l'inscription : «Formerly Maritime Art founded in 1940 by the Maritime Art Association» figurait sur la couverture afin d'informer les habitués du changement de nom du périodique. Le magazine était entièrement imprimé en noir et blanc, sauf la couverture. Lorsqu’il y avait des illustrations en couleur, celles-ci étaient collées à même la revue. C'était la première fois qu'il y avait de la couleur dans les pages intérieures depuis la naissance du Maritime Art, à l’exception du dernier numéro de celui-ci. De plus, la mise en page intérieure de la revue fut épurée, par la suppression des éléments non essentiels et par la modification de la grille de texte, désormais en deux colonnes. Dans ses premières années, Canadian Art était publié tous les deux mois, d'octobre à juin, sous la direction d'un conseil représentant : The National Gallery of Canada, The Art Association of Montreal, The Vancouver Art Gallery, The Maritime Art Association, The Federation of Canadian artists auxquels s'ajouta un peu plus tard la Winnipeg Art Gallery Association À compter du printemps 1953, Canadian Art était publié uniquement par la Society for Art Publications.
À partir du No 2 (Vol. V, Noël et nouvel an 1947-1948), la revue parait quatre fois par année. En 1963 le magazine souligna le fait qu'il était le seul magazine au Canada à être dévoué exclusivement à l'art visuel produit au Canada. Cependant, la revue n'abordait pas uniquement les domaines les plus connus de l'art, mais traitait également d'architecture et de design industriel.
Walter Abell est demeuré éditeur et designer jusqu'en 1945, année où il accepta un poste de professeur d'art à la Michigan State University. De 1945 à 1959, Robert Ayres et Donald W. Buchanan étaient éditeurs et avaient des bureaux respectivement à Montréal et Ottawa. En 1960, Canadian Art a publié 2 numéros spéciaux, l'un sur l'architecture, l'autre sur le design graphique, ce qui résulta en six publications au total cette année-là. L'année suivante, la publication s'est régularisée à six numéros par année, publiés à tous les deux mois, de janvier à novembre. De 1960 à 1963, Alan Jarvis occupait le poste d'éditeur et laissa ensuite sa place à Paul Arthur qui occupait à ce moment-là le poste de directeur artistique depuis 1958. Ce dernier assura le poste d'éditeur jusqu'en 1966 (fin de Canadian Art dans sa première version) et contribua durant toutes ces années au sein de la revue à l'amélioration de celle-ci, surtout sur le plan graphique. 

### artscanada(1967-1983)
En raison du fait que la revue traitait d'un large éventail de formes artistiques provenant de différents coins du monde, la revue adopta, en janvier 1967, le titre artscanada.  La permutation de «Canadian» et «Art» permettait de créer un nom de revue plus représentatif et appelait à l'art au sens large, doublement justifié par l'ajout du «s» à «art». De plus, ce changement fut également amené par un désir de briser la barrière linguistique ; le mot artscanada est prononçable dans les deux langues officielles du Canada, l'anglais et le français. Jusqu'en 1968, l'inscription «Formely Canadian Art» apparaissait en couverture pour informer les abonnés de ce changement. Le remaniement de l'image du périodique donna naissance à une année d'expérimentations menée par Barry Lord, éditeur de 1967 à 1968. En effet, la publication se faisait désormais mensuellement sous forme d'emballage tout-en-un appelé artscan et plus familièrement, «the mag in a bag» par Lord. artscan contenait le magazine imprimé noir et blanc dans lequel on retrouvait un double page couleur du travail d'un artiste commenté par un spécialiste du domaine ainsi qu'un contenu audio sous forme de vinyle en lien avec cette double page.
Grâce au travail de Barry Lord à la direction du magazine, le lectorat commença à s'élargir. Peu à peu, aux collectionneurs éduqués s'ajoutait un public plus jeune s'intéressant à l'art visuel qui devenait de plus en plus populaire. L'idée de faire circuler l'art et le rendre accessible qu'avait eu au départ Walter Abell commençait à se concrétiser.
Malgré son implication dans l'évolution de la revue, Lord céda son poste d'éditeur à Anne Brodzky durant l'été 1967, après un peu moins d'un an de service, durant lequel il a produit six numéros. Il continua toutefois d'écrire pour le magazine et assura le poste de directeur à la National Gallery de 1970 à 1972. Sous la direction éditoriale d'Anne Brodzky, le magazine revint à une publication tous les deux mois ainsi qu'à la façon traditionnelle de présenter un périodique d'art, tout en modifiant son format. Dès lors, chaque numéro abordait un thème ou un artiste. Anne Brodzky est demeuré éditrice jusqu'en 1983, année qui marquera la fin de artscanada. 

### Canadian Art(version actuelle: 1984-aujourd'hui)
La dernière version de la revue Canadian Art est le fruit de l'union entre artscanada et Art Magazine. Publié à Toronto depuis sa création en 1974, le périodique Art Magazine, tout comme artscanada, traitait de la production en art visuel au Canada. En 1983 la Society for Art Publications qui publiait artscanada à ce moment cessa ses opérations. Le périodique fut donc racheté par Maclean-Hunter et Key Publishers Co. en 1984 et ce partenariat a duré jusqu'en 1991. Ensuite la publication fut assurée par la Canadian Art Foundation et Key Publishers Co. jusqu'au printemps 1999 pour ensuite relever uniquement de la Canadian Art Foundation et il demeure toujours ainsi.  
La revue est publiée quatre fois par année à tous les 15 du mois, suivant les saisons : Winter (décembre), Spring (mars), Summer (juin), Fall (septembre). La direction est assurée par Richard Rhodes depuis 1984 avec à ses côtés, Barbara Solowan, directrice artistique.

## Évolution de l'apparence de la revue

### Maritime Art
Durant tout le temps de sa publication, Maritime Art arborait une page couverture imprimée en sérigraphie. La mise en page de la première de couverture était la même d’une revue à une autre, seule la couleur du nom du magazine et l’illustration changeaient. Pour ce qui est de la signature, elle était toujours placée au même endroit ; soit le mot MARITIME dans le haut, à gauche à la verticale et le mot ART à sa droite en caractère considérablement plus gros. À partir de mai 1942, la mise en forme changea quelque peu ; le blanc était désormais plus présent et les illustrations étaient placées au centre. Dans les pages intérieures, la mise en page n’était pas faite selon un système de colonnes, il s’agissait plutôt de textes pleine page. De 1940 à 1943, la revue a toujours conservé le même format.

### Canadian Art(première version)
La première version du Canadian Art débuta avec un visuel de couverture assez classique complété d'une signature qui mixait les variantes d'une typographie avec serifs. La mise en page intérieure se voulait plutôt homogène et le texte se dressait sur deux colonnes. Les paragraphes de textes courants étaient caractères avec serifs tandis que les titres ne l'étaient pas, ce qui amenait une légère variation au niveau typographique. La toute première couverture n'affichait aucune image, ce n'est qu'à partir du deuxième numéro que se mêlèrent images et typographie. En décembre 1947, le périodique subit un premier changement: le format s'est élargi d'un pouce. Ensuite, de 1947 à 1960, le Canadian Art n'avait plus de visuel fixe. La signature changeait constamment pour s'adapter au concept de la couverture et il arrivait même de revoir l'ancienne signature. Pour le 15e anniversaire, en janvier 1958, le format changea encore une fois pour devenir plus long et plus large, soit 9 X 11,25. En novembre 1960, le Canadian Art publia une édition spéciale consacrée à l'architecture et changea définitivement la signature. Elle était désormais uniquement en capitales et ressemblait à la signature actuelle. Finalement en 1964, année où Paul Arthur devint éditeur, un changement majeur s'imposa. Le texte courant était désormais rédigé avec une typographie sans-serif et ce pour la première fois depuis la naissance de Maritime Art.

### artscanada
Le tout premier numéro de artscanada reprenait le même format que son prédécesseur, Canadian Art. Un nouveau nom entraina la création d'une nouvelle signature. Cette dernière, à l'inverse de celle de Canadian Art, était entièrement en bas de casse, employait une fonte sans serifs et prenait toute la largeur du couvert. À partir d'août 1968, la signature fut quelque peu modifiée: elle fut réduite et placée dans le coin supérieur droit. En mai 1973, la signature fut retravaillée: elle utilisait une fonte avec serifs, fut repositionnée dans le coin supérieur gauche et grossie légèrement. C'est lorsque la revue change pour artscanada que la photo commença à être utilisée en couverture, contrairement aux couvertures antérieures, où les illustrations prédominaient. 

### Canadian Art(version actuelle)
Lorsque artscanada devint Canadian Art, la signature fut repensée, changement de nom oblige. On revint à une signature imposante qui prenait la largeur de la page. La fonte utilisée employait des serifs prononcés et le serif inférieur gauche du «A» se prolongeait en barre de soulignement. En automne 1988, la revue révisa son image. Cette nouvelle signature occupait une grande place sur la première de couverture. Le mot « ART » y était mis en évidence, par la place qu'il occupait comparativement au mot «CANADIAN» et par sa couleur. Par la suite, en automne 1999, pour souligner le 15e anniversaire, Canadian Art repensa à nouveau la signature. Tout comme avec la précédente, un jeu typographique fut créé avec le mélange de serif et sans-serifs. Cependant, le mot art était désormais en bas de casse, chaque lettre était séparée par un filet et sa couleur variait d'un couvert à l'autre. Finalement, la version de la signature actuelle vit le jour en automne 2009, à l'occasion du 25e anniversaire de la revue. Cette fois-ci, le jeu de couleur est appliqué sur le mot « CANADIAN » tandis que le mot «ART» demeure noir, blanc ou gris. On revient à une fonte sans-serifs et entièrement en capitales.

## Contribution au design graphique
Très tôt, Canadian Art, sous la direction de Paul Arthur à la fin des années 1950, s'intéressait au design au sens large. Pour Arthur, le terme design englobait non seulement la peinture, la sculpture et le design graphique, mais également l'architecture et le design industriel. Le but du magazine était de « promouvoir l'appréciation publique des beaux arts et du design au Canada ». Entre les années 1957 à 1979 la direction artistique du magazine fut assurée par des designers européens. Paul Arthur (Liverpool, Angleterre), Andreas Szecsko (Budapest, Hongrie) et Gene Aliman (Angleterre) ont tous eu une incidence sur le visuel de la revue. Ayant tous des influences artistiques différentes ainsi qu’un bagage singulier selon leur provenance, ils apportèrent des visions et des façons de faire distinctes de celles déjà présentes au Canada. Pour sa part, Paul Arthur instaura plusieurs changements esthétiques, notamment l'augmentation de la présence des illustrations, une plus grande utilisation des espaces blancs, l'emploi occasionnel d'une grille en trois colonnes, l'utilisation des doubles-pages, ainsi qu'une variation des polices de caractères dans les titres et les textes, ce qui allégeait la mise en page de la revue.  De plus, il avait un souci particulier en ce qui concernait le rendu final du magazine. En effet, il s’intéressait à la qualité du papier utilisé pour l’impression de celui-ci. La reproduction du magazine était assurée par l’un des imprimeurs les plus avancés et équipé au Canada, Ralph-Clark-Stone of Toronto, ce qui permettait d’obtenir le meilleur rendu final possible. Arthur contribua au design graphique non seulement par l'esthétisme de la revue, mais aussi par le contenu de certains articles. Par exemple, en janvier 1958, il rédigea un article sur l'utilisation de plus en plus grandissante du design graphique à la télévision. Plus tard, Gene Aliman, quant à lui, apporta une nouvelle façon d’agencer images et typographie au sein des mises en page. Il joua également avec la typographie, toutefois, en expérimentant avec une grande variété de grosseur de caractères pour mettre en forme un seul et même texte. Il explora aussi les possibilités de pliages dans les pages intérieures d'artscanada.
Ayant pour but de faire connaitre des artistes canadiens, Canadian Art incluait et inclut toujours la promotion d’évènements artistiques et d’expositions de créateurs d’ici, permettant aux lecteurs de les découvrir. On retrouve aussi des articles ainsi que des essais critiques présentant directement le travail d’un artiste visuel en particulier, souvent associable au design graphique. Par exemple, dans la publication No. 1 (Vol. XXIII, janvier 1966) on y retrouve des articles traitant de plusieurs artistes qui ont eu une grande influence sur le design graphique, notamment, Piet Mondrian, Claude Tousignant, Andy Warhol, Marcel Duchamp et Roy Lichtenstein. De plus, Daniel Young & Christian Giroux, Laurel Woodcock (en), Roy Arden, Marcel Duchamp et Michael A.Robinson sont aussi des exemples de la proximité qu’il peut y avoir entre art visuel et design graphique. Un des articles traite même de Barbara Balfour, spécialiste en communications.

## Influence de l'Exposition universelle de 1967
L'année 1967 coïncide avec l'évolution de Canadian Art vers artscanada. Dans l'éditorial du premier numéro dartscanada, la revue se présentait comme «The New Magazine» et informait qu'elle ferait de lExpo 67 un thème récurrent durant l'année à venir. En effet, la quasi-totalité des publications de 1967 étaient consacrées à l'art présenté à cette exposition, ce qui a permis d'augmenter la reconnaissance de l'art international au Canada. Barry Lord était aux commandes de la revue à ce moment et expérimenta pour la première fois le pliage dans les pages intérieures.

## Prix et récompenses
En 1958, le magazine (Canadian Art première version) fut récompensé et reçu le prix Typography '58 Award of Merit for Design et fut nommé Best magazine lors d'une exposition canadienne de magazines et de design.Cette nomination concorde avec l'année d'entrée en fonction de Paul Arthur à titre de directeur artistique qui contribua à l'obtention de ce prix. Durant les années 1971 et 1972, artscanada remporta la Graphic Arts Award Competition à deux reprises.

## Éditeurs au fil du temps
Maritime Art
1940-1943 : Walter Abell
Canadian Art (première version)
1943-1944 : Walter Abell
1944-1959 : Robert Ayre (Montréal) et Donald W. Buchanan (Ottawa)
1960-1963 : Alan Jarvis
1964-1966 : Paul Authur
artscanada
1967 : Barry Lord
1967-1983 : Anne Brodzky
Canadian Art (version actuelle)
1984-2015 : Richard Rhodes
2016-2019 : David Balzer
2019-         : Jayne Wilkinson

## Évolution du prix de vente
| Années de publication | Prix de vente à l'unité |
| --------------------- | ----------------------- |
| 1940-1943             | 0,25$                   |
| 1943-1947             | 0,25$                   |
| 1948-1951             | 0,35$                   |
| 1951-1954             | 0,40$                   |
| 1955-1957             | 0,50$                   |
| 1958-1959             | 1,00$                   |
| 1960                  | 1,25$                   |
| 1961-1967             | 1,50$                   |
| 1967                  | 0,75$                   |
| 1968                  | 1,50$                   |
| 1968-1971             | 2,00$                   |
| 1972-1973             | 2,50$                   |
| 1974-1975             | 3,00$                   |
| 1975-1977             | 3,50$                   |
| 1977-1979             | 3,75$                   |
| 1980-1983             | 4,00$                   |
| 1984-1986             | 5,00$                   |
| 1987-1999             | 6,00$                   |
| 2000-2004             | 6,95$                   |
| 2005-2007             | 7,95$                   |
| 2008-aujourd'hui      | 8,95$                   |

## Autres

### Concours de peintures canadiennes RBC
Depuis 1999, la Canadian Art Foundation s’associe avec la Banque royale du Canada pour la RBC Canadian Painting Competition. Cette compétition met en valeur les meilleures productions artistiques dans le domaine de la peinture au pays. Le gagnant se voit remporter un prix de 25 000 $ ainsi que la parution d’un article complet sur son travail dans le magazine Canadian Art. Des mentions d’honneur sont aussi distribuées aux deux autres finalistes ainsi qu’un prix de 15 000 $ chacun. Ce concours permet à ces artistes de se faire découvrir et à poursuivre leur démarche artistique grâce aux prix en argent.

### ISSN
Maritime Art: 0317-0101
Canadian Art (première version): 0317-011X
artscanada: 0004-4113
Canadian Art (version actuelle): 0825-3854
Art Magazine: 0318-6644